# Leonid Bronevoï
Léonid Sergeïévitch Bronevoï (en russe : Леони́д Серге́евич Бронево́й), né le 17 décembre 1928 à Kiev et mort le 9 décembre 2017 à Moscou, est un acteur soviétique puis russe.
Principalement connu comme acteur au théâtre, notamment au théâtre du Lenkom, Léonid Bronevoï apparaît également au cinéma. Il est fait artiste du peuple de l'URSS en 1987 et est lauréat du prix Nika.

## Biographie
Léonid Bronevoï naît en 1928 à Kiev dans une famille juive. Dans sa jeunesse, il apprend le violon à l'école de musique au sein de l'Académie de musique Tchaïkovski de Kiev, chez David Solomonovich Berthier (ru).
En 1950, Léonid Bronevoï est diplômé de l'Institut national des arts de l'Ouzbékistan Alexandre Ostrovski à Tachkent et est engagé  aux théâtres dramatiques de Magnitogorsk et d'Orenbourg. En 1953, il se rend à Moscou où il entre immédiatement en troisième année de l'École-studio du Théâtre d'Art académique de Moscou, dans la classe d'Alexander Karev (ru) et en sort avec succès en 1955. Il joue ensuite successivement au Théâtre dramatique de Grozny, au Théâtre dramatique Nikolaï Okhlopkov d'Irkoutsk et au Théâtre d'État dramatique et académique Alexeï Koltsov de Voronej.
De 1962 à 1988, il est l'acteur principal du Théâtre sur Malaïa Bronnaïa de Moscou. Depuis 1988, il fait partie de la troupe du théâtre Lenkom de Moscou.
Sa grande popularité vient de son interprétation du chef de la Gestapo Heinrich Müller dans la mini-série télévisée Dix-sept moments du printemps, réalisée par Tatiana Lioznova. Son personnage est un homme intelligent, professionnel et un ennemi doté d'un bon sens de l'humour. Beaucoup de ses répliques sont devenues des expressions populaires.
Dans les années suivantes, l'acteur joue au cinéma plus de vingt rôles dont celui en 2007 d'un acteur âgé dans le film de Alekseï Popogrebski, Les Choses simples, pour lequel il reçoit le prix Nika en mars 2008.
Le 17 septembre 2012, lors de la tournée du théâtre à Kiev, l'acteur alors âgé de 83 ans est victime d'un infarctus du myocarde. Il remonte sur scène de Lenkom le 28 mai 2014, dans La Cerisaie d'Anton Tchekhov.
Le 3 novembre 2017, après la représentation de Journée d'un opritchnik (Vladimir Sorokine), Léonid Bronevoï est hospitalisé au 51e hôpital de Moscou. Il décède le 9 décembre 2017 à 7h30. Après une cérémonie d'adieux au théâtre Lenkom, il est enterré au cimetière de Novodevitchi.

## Filmographie partielle

### À la télévision
- 1982 : La Porte Pokrovski (Покровские ворота) de Mikhaïl Kozakov : Arkadi Velourov
- 1973 : Dix-sept Moments de printemps (Семнадцать мгновений весны) de Tatiana Lioznova : Heinrich Müller (mini-série télévisée)
- 1979 : Ce même Münchausen (Тот самый Мюнхгаузен, Tot samyi Munchausen), téléfilm de Mark Zakharov : le duc

### Au cinéma
- 1967 : Ton contemporain (Твой современник) de Youli Raizman : minisqtre adjoint
- 1975 : Je demande la parole (Прошу слова, Prochou slova) de Gleb Panfilov : Piotr Altoukhov, ancien chef du comité exécutif
- 1985 : Raspoutine, l'agonie (Агония, Agonia) d'Elem Klimov (film réalisé en 1975) : le journaliste
- 1991 : Promesse du ciel (Небеса обетованные) d'Eldar Riazanov : Banzai, le colonel
- 2007 : Les Choses simples (Простые вещи, Prostye vechtchi) d'Alekseï Popogrebski : Jouravliov

## Récompenses et distinctions
- Artiste du Peuple d'Ukraine.
- (en) Leonid Bronevoï: Awards, sur l'Internet Movie Database